# Egemen Korkmaz
Egemen Korkmaz, (Balıkesir, 3 november 1982) is een Turks voetballer die speelt als verdediger. Korkmaz verruilde in de zomer van 2017 de Zwitserse club FC Wil voor de Turkse Istanbul Başakşehir.

## Clubcarrière
Korkmaz begon in 1999 met voetballen als amateur bij Balikesirspor. Een jaar later tekende hij een professioneel contract bij Kartalspor. In de jaargang 2001/02 werd Korkmaz getransfereerd naar Bursaspor, waarvoor hij vervolgens tweehonderd competitiewedstrijden speelde en vijf keer scoorde. Korkmaz groeide bij Bursaspor uit tot aanvoerder.
In 2012 werd Korkmaz als vervanger van Çağdaş Atan gecontracteerd door Trabzonspor. Bij Trabzonspor kreeg hij het rugnummer 16 toegewezen. Na het vertrek van Hüseyin Çimşir werd Korkmaz ook hier aanvoerder. Later werd hij overgenomen door Beşiktaş. In de zomer van 2013 vertrok hij naar Fenerbahçe SK, waarmee hij in het seizoen 2013/14 de landstitel won. In het seizoen 2012/13 bereikte Fenerbahce de halve finale van de Europa League. Dankzij een doelpunt van Egemen Korkmaz won Fenerbahce de heenwedstrijd met 1-0 van Benfica. In juli 2015 tekende hij een contract bij de Zwitserse club FC Wil. Korkmaz maakte zijn debuut in de Challenge League op 2 augustus 2015 in de uitwedstrijd tegen Xamax Neuchâtel (1–3 winst).

## Interlandcarrière
Korkmaz speelde tien interlands in nationale jeugdselecties onder 20 en 21. Op 2 september 2011 maakte hij zijn debuut in de Turkse nationale ploeg in een interland tegen Kazachstan. Tot nu toe kwam Korkmaz negen keer in actie als international. Hij speelde in de jaren 2011 en 2011 in totaal negen interlands, maar werd daarna niet meer opgeroepen voor het nationaal elftal.
1 Babacan ·
2 Özdemir ·
3 Opoku ·
4 Ergün ·
5 Duarte ·
6 Lima ·
7 Gürler ·
8 Kemen ·
9 Piątek ·
11 Keny ·
13 Crespo ·
15 Güreler ·
16 Şengezer ·
17 Beyaz ·
18 Szysz ·
20 Güneş ·
21 Operi ·
22 Djaló ·
23 Türüç ·
25 Figueiredo ·
26 Sarı ·
27 Ba ·
36 Ebosele ·
42 Şahiner ·
77 Brnić ·
80 Yoro ·
98 Dilmen ·
Coach: Atan